# 尖齿糙苏
尖齿糙苏（学名：Phlomis dentosa）为唇形科糙苏属下的一个种。